# Rudolf Moralt
Rudolf Moralt (Munich, 26 février 1902 – Vienne, 16 décembre 1958) est un chef d'orchestre allemand, notablement associé avec Mozart et le répertoire allemand. Il est le neveu de Richard Strauss. 

## Biographie
Il étudie avec Walter Courvoisier et August Schmid-Lindner à Munich, puis il est engagé en tant que répétiteur à l'Opéra de Munich sous la direction de Bruno Walter et Hans Knappertsbusch, de 1919 à 1923.
Il est chef d'orchestre à l'opéra de Kaiserslautern entre 1923 et 1928, puis directeur musical de l'opéra de Brno (1932-1934). Il est successivement chef à Brunswick et Graz avant d'être nommé chef d'orchestre à l'Opéra de Vienne, de 1940, jusqu'à sa mort, l'un des « piliers » de l'institution. En 1942, il effectue une série de célèbres enregistrements avec l'orchestre de l'Opéra et la soprano autrichienne Maria Reining.
Fiable, inaltérable et profondément sympathique, Moralt  chef d'orchestre, était responsable d'un haut niveau de répertoire des représentations à l'opéra de Vienne pendant près de vingt ans. Bien qu'éclipsé par les plus célèbres chefs d'orchestre de son temps, il a néanmoins réalisé de nombreuses interprétations notables, en particulier des œuvres de Mozart, Wagner, Strauss et Pfitzner.
Il apparaît fréquemment au Festival de Salzbourg dès 1952, et en tant qu'invité dans de nombreuses autres villes d'Europe et d'Amérique du Sud. Ses enregistrements comprennent un célèbre Ring, un notable Don Giovanni et superbement joué Salomé qui montre sa musicalité exceptionnelle lorsqu'il y a suffisamment de répétitions. Cet enregistrement est parmi les meilleures réalisations de l'opéra, entaché par la seule douce mais un peu plate voix de Wegner.

## Créations
- Egon Wellesz, Symphonie no 4 (1956)

## Source
- (en) Cet article est partiellement ou en totalité issu de l’article de Wikipédia en anglais intitulé « Rudolf Moralt » (voir la liste des auteurs).